# Condado de Lewis (Nova Iorque)
O Condado de Lewis é um dos 62 condados do Estado americano de Nova Iorque. A sede do condado é Lowville, e sua maior cidade é Lowville. O condado possui uma área de 3 341 km²(dos quais 37 km² estão cobertos por água), uma população de 26 944 habitantes, e uma densidade populacional de 8 hab/km² (segundo o censo nacional de 2000). O condado foi fundado em 1805.